# Eerste divisie 1986/87
Het seizoen 1986/87 van de Nederlandse Eerste divisie had FC Volendam als kampioen. Volendam promoveerde daarmee naar de Eredivisie. Ook de nummer 2 Willem II mocht rechtstreeks promoveren. In de nacompetitie pakte DS '79 de laatste plek in de Eredivisie.

## Eerste divisie

### Deelnemende teams
| Club          | Plaats          | Accommodatie           | Capaciteit | Trainer                      |
| ------------- | --------------- | ---------------------- | ---------- | ---------------------------- |
| De Graafschap | Doetinchem      | De Vijverberg          | 12.500     | Henk van Brussel             |
| DS '79        | Dordrecht       | Krommedijk             | 12.000     | Simon Kistemaker             |
| Eindhoven     | Eindhoven       | Aalsterweg             | 27.000     | Ted Immers                   |
| Emmen         | Emmen           | Meerdijk               | 12.000     | Theo Verlangen               |
| FC Volendam   | Volendam        | Volendam Stadion       | 15.000     | Jan Brouwer                  |
| FC Wageningen | Wageningen      | De Wageningse Berg     | 16.000     | Arie Schans                  |
| Helmond Sport | Helmond         | De Braak               | 12.000     | Jo Jansen                    |
| Heracles '74  | Almelo          | Bornsestraat           | 20.000     | Gerard Somer                 |
| MVV           | Maastricht      | De Geusselt            | 18.000     | Frans Körver                 |
| NAC           | Breda           | Beatrixstraat          | 12.000     | Leen Looijen                 |
| N.E.C.        | Nijmegen        | Goffertstadion         | 29.000     | Sándor Popovics              |
| RBC           | Roosendaal      | De Luiten              | 5.900      | Hans Verèl                   |
| RKC           | Waalwijk        | Sportpark Olympia      | 6.200      | Leo van Veen                 |
| SC Cambuur    | Leeuwarden      | Cambuurstadion         | 16.000     | Fritz Korbach                |
| sc Heerenveen | Heerenveen      | Abe Lenstra Stadion    | 15.000     | Foppe de Haan                |
| SVV           | Schiedam        | Harga                  | 10.000     | Dick Buitelaar               |
| Telstar       | Velsen-IJmuiden | Schoonenberg           | 18.000     | Fred André                   |
| Vitesse       | Arnhem          | Nieuw-Monnikenhuize    | 18.000     | Hans Dorjee en Niels Overweg |
| Willem II     | Tilburg         | Gemeentelijk Sportpark | 20.000     | Piet de Visser               |

### Eindstand
| pos | club            | gs | w  | g  | v  | pnt | dv | dt | ds  |
| --- | --------------- | -- | -- | -- | -- | --- | -- | -- | --- |
| 1.  | FC Volendam     | 36 | 19 | 12 | 5  | 50  | 83 | 57 | 26  |
| 2.  | Willem II       | 36 | 20 | 9  | 7  | 49  | 75 | 48 | 27  |
| 3.  | SC Cambuur      | 36 | 19 | 9  | 8  | 47  | 80 | 59 | 21  |
| 4.  | RKC             | 36 | 19 | 8  | 9  | 46  | 60 | 46 | 14  |
| 5.  | MVV             | 36 | 16 | 10 | 10 | 42  | 75 | 51 | 24  |
| 6.  | N.E.C.          | 36 | 14 | 12 | 10 | 40  | 65 | 56 | 9   |
| 7.  | Vitesse         | 36 | 16 | 8  | 12 | 40  | 62 | 59 | 3   |
| 8.  | NAC             | 36 | 13 | 13 | 10 | 39  | 48 | 45 | 3   |
| 9.  | DS '79          | 36 | 13 | 12 | 11 | 38  | 76 | 63 | 13  |
| 10. | De Graafschap   | 36 | 12 | 14 | 10 | 38  | 53 | 48 | 5   |
| 11. | Eindhoven       | 36 | 14 | 7  | 15 | 35  | 65 | 53 | 12  |
| 12. | sc Heerenveen   | 36 | 11 | 13 | 12 | 35  | 45 | 53 | -8  |
| 13. | RBC             | 36 | 10 | 11 | 15 | 31  | 68 | 69 | -1  |
| 14. | SVV             | 36 | 11 | 8  | 17 | 30  | 49 | 68 | -19 |
| 15. | SC Heracles '74 | 36 | 9  | 10 | 17 | 28  | 48 | 63 | -15 |
| 16. | Emmen           | 36 | 7  | 12 | 17 | 26  | 41 | 59 | -18 |
| 17. | Helmond Sport   | 36 | 7  | 12 | 17 | 26  | 45 | 69 | -24 |
| 18. | FC Wageningen   | 36 | 11 | 1  | 24 | 23  | 53 | 84 | -31 |
| 19. | Telstar         | 36 | 7  | 7  | 22 | 21  | 39 | 80 | -41 |

#### Legenda
| Kleur | Kwalificatie voor                             |
| ----- | --------------------------------------------- |
|       | Promotie naar de Eredivisie                   |
|       | Nacompetitie voor promotie naar de Eredivisie |

### Uitslagen
|                 | CAM   | DS    | EVV   | EMM   | GRA   | HEE   | HSP   | HER   | MVV   | NAC   | NEC   | RBC   | RKC   | SVV   | TEL   | VIT   | VOL   | WAG   | WIL   |
| --------------- | ----- | ----- | ----- | ----- | ----- | ----- | ----- | ----- | ----- | ----- | ----- | ----- | ----- | ----- | ----- | ----- | ----- | ----- | ----- |
| SC Cambuur      |       | 6 – 5 | 2 – 0 | 2 – 0 | 1 – 0 | 1 – 1 | 2 – 0 | 2 – 0 | 2 – 1 | 2 – 2 | 1 – 1 | 4 – 2 | 4 – 0 | 3 – 1 | 3 – 2 | 5 – 2 | 1 – 2 | 4 – 3 | 5 – 0 |
| DS '79          | 1 – 1 |       | 2 – 2 | 4 – 3 | 4 – 3 | 3 – 0 | 2 – 0 | 2 – 1 | 6 – 3 | 1 – 1 | 2 – 1 | 2 – 2 | 2 – 3 | 3 – 1 | 3 – 1 | 0 – 1 | 1 – 1 | 6 – 3 | 0 – 1 |
| Eindhoven       | 2 – 3 | 1 – 3 |       | 1 – 1 | 2 – 0 | 6 – 1 | 2 – 2 | 0 – 1 | 2 – 1 | 2 – 2 | 4 – 0 | 1 – 3 | 1 – 0 | 6 – 0 | 3 – 0 | 1 – 3 | 0 – 2 | 3 – 1 | 1 – 3 |
| Emmen           | 1 – 1 | 1 – 1 | 0 – 0 |       | 2 – 2 | 1 – 0 | 1 – 3 | 1 – 1 | 0 – 0 | 3 – 0 | 0 – 1 | 2 – 0 | 1 – 2 | 3 – 1 | 3 – 0 | 1 – 1 | 0 – 1 | 0 – 1 | 1 – 1 |
| De Graafschap   | 2 – 1 | 2 – 2 | 3 – 2 | 1 – 2 |       | 0 – 0 | 2 – 0 | 0 – 0 | 1 – 4 | 1 – 2 | 3 – 2 | 3 – 3 | 3 – 2 | 3 – 0 | 3 – 0 | 2 – 0 | 1 – 1 | 0 – 2 | 1 – 1 |
| sc Heerenveen   | 2 – 1 | 0 – 0 | 1 – 1 | 3 – 1 | 0 – 0 |       | 3 – 1 | 3 – 0 | 1 – 1 | 2 – 0 | 2 – 1 | 1 – 1 | 0 – 1 | 1 – 1 | 2 – 0 | 3 – 1 | 1 – 1 | 2 – 1 | 1 – 3 |
| Helmond Sport   | 3 – 3 | 2 – 2 | 0 – 0 | 1 – 2 | 2 – 2 | 1 – 0 |       | 2 – 1 | 0 – 0 | 0 – 2 | 0 – 4 | 0 – 0 | 2 – 0 | 2 – 2 | 0 – 2 | 2 – 3 | 5 – 2 | 3 – 1 | 0 – 6 |
| SC Heracles '74 | 1 – 4 | 3 – 0 | 2 – 1 | 4 – 1 | 1 – 1 | 0 – 1 | 1 – 1 |       | 2 – 4 | 0 – 2 | 1 – 1 | 3 – 2 | 0 – 0 | 2 – 2 | 0 – 1 | 3 – 1 | 1 – 3 | 2 – 2 | 0 – 3 |
| MVV             | 2 – 0 | 2 – 1 | 4 – 2 | 3 – 3 | 3 – 1 | 2 – 2 | 2 – 0 | 3 – 1 |       | 4 – 1 | 2 – 2 | 5 – 1 | 1 – 2 | 1 – 1 | 1 – 2 | 4 – 1 | 2 – 4 | 5 – 0 | 1 – 2 |
| NAC             | 0 – 0 | 1 – 0 | 3 – 1 | 3 – 1 | 0 – 1 | 2 – 0 | 2 – 0 | 0 – 2 | 0 – 0 |       | 4 – 1 | 2 – 1 | 2 – 2 | 1 – 3 | 5 – 1 | 1 – 1 | 1 – 1 | 3 – 2 | 1 – 1 |
| N.E.C.          | 4 – 1 | 2 – 2 | 2 – 6 | 2 – 1 | 1 – 1 | 1 – 1 | 0 – 0 | 2 – 1 | 2 – 0 | 2 – 1 |       | 4 – 2 | 1 – 3 | 4 – 0 | 1 – 0 | 2 – 2 | 5 – 0 | 3 – 1 | 1 – 4 |
| RBC             | 3 – 3 | 1 – 1 | 0 – 2 | 4 – 0 | 2 – 0 | 7 – 2 | 3 – 2 | 0 – 2 | 1 – 1 | 0 – 1 | 1 – 1 |       | 1 – 2 | 5 – 0 | 1 – 1 | 5 – 2 | 5 – 3 | 0 – 3 | 4 – 1 |
| RKC             | 3 – 1 | 3 – 1 | 0 – 3 | 1 – 1 | 1 – 1 | 1 – 1 | 4 – 1 | 1 – 1 | 2 – 4 | 2 – 0 | 3 – 1 | 1 – 0 |       | 0 – 2 | 4 – 0 | 2 – 1 | 1 – 1 | 2 – 0 | 3 – 3 |
| SVV             | 5 – 2 | 2 – 1 | 2 – 0 | 3 – 1 | 1 – 1 | 2 – 0 | 3 – 1 | 1 – 2 | 3 – 1 | 0 – 0 | 3 – 4 | 0 – 0 | 0 – 1 |       | 0 – 1 | 3 – 5 | 1 – 2 | 2 – 0 | 1 – 1 |
| Telstar         | 0 – 1 | 2 – 2 | 1 – 4 | 4 – 2 | 0 – 3 | 2 – 2 | 2 – 3 | 2 – 2 | 0 – 3 | 0 – 0 | 0 – 3 | 2 – 2 | 0 – 1 | 1 – 0 |       | 0 – 3 | 4 – 4 | 1 – 3 | 1 – 0 |
| Vitesse         | 1 – 2 | 2 – 0 | 0 – 1 | 4 – 0 | 3 – 1 | 2 – 0 | 2 – 1 | 3 – 2 | 1 – 1 | 0 – 0 | 1 – 1 | 3 – 1 | 1 – 5 | 1 – 0 | 4 – 2 |       | 3 – 3 | 2 – 1 | 0 – 1 |
| FC Volendam     | 3 – 1 | 4 – 1 | 2 – 0 | 1 – 1 | 1 – 1 | 2 – 1 | 1 – 1 | 4 – 3 | 0 – 2 | 2 – 2 | 2 – 2 | 4 – 1 | 3 – 0 | 4 – 0 | 3 – 1 | 0 – 1 |       | 5 – 1 | 2 – 1 |
| FC Wageningen   | 1 – 2 | 1 – 6 | 1 – 2 | 1 – 0 | 0 – 3 | 1 – 3 | 3 – 2 | 3 – 0 | 1 – 2 | 2 – 1 | 1 – 0 | 1 – 2 | 1 – 2 | 1 – 2 | 4 – 2 | 2 – 0 | 2 – 5 |       | 2 – 4 |
| Willem II       | 3 – 3 | 0 – 4 | 2 – 0 | 1 – 0 | 0 – 1 | 4 – 2 | 2 – 2 | 4 – 2 | 1 – 0 | 4 – 0 | 0 – 0 | 4 – 2 | 1 – 0 | 4 – 1 | 2 – 1 | 1 – 1 | 3 – 4 | 3 – 0 |       |

## Topscorers
| #   | Naam               | Club          | Goal |
| --- | ------------------ | ------------- | ---- |
| 1.  | Henk Grim          | N.E.C.        | 29   |
| 2.  | Willem van der Ark | SC Cambuur    | 26   |
| 3.  | Leen van der Weel  | DS '79        | 24   |
|     | Wim Jonk           | FC Volendam   | 24   |
| 5.  | Kevin Maddock      | Willem II     | 22   |
| 6.  | René van Tilburg   | Helmond Sport | 20   |
|     | Bram Rontberg      | SC Cambuur    | 20   |
|     | Mark Farrington    | Willem II     | 20   |
| 9.  | John Leeuwerik     | De Graafschap | 19   |
| 10. | Gerrie Voets       | RBC           | 17   |
|     | John van den Brom  | Vitesse       | 17   |

## Nacompetitie

### Eindstand
| pos | club       | gs | w | g | v | pnt | dv | dt | ds  |
| --- | ---------- | -- | - | - | - | --- | -- | -- | --- |
| 1.  | DS '79     | 6  | 5 | 0 | 1 | 10  | 12 | 5  | 7   |
| 2.  | SC Cambuur | 6  | 3 | 0 | 3 | 6   | 15 | 11 | 4   |
| 3.  | RKC        | 6  | 2 | 1 | 3 | 5   | 10 | 9  | 1   |
| 4.  | N.E.C.     | 6  | 1 | 1 | 4 | 3   | 10 | 22 | -12 |

### Legenda
| Kleur | Kwalificatie voor           |
| ----- | --------------------------- |
|       | Promotie naar de Eredivisie |

### Uitslagen
|            | CAM   | DS    | NEC   | RKC   |
| ---------- | ----- | ----- | ----- | ----- |
| SC Cambuur |       | 0 – 2 | 7 – 0 | 2 – 1 |
| DS '79     | 1 – 0 |       | 4 – 1 | 2 – 0 |
| N.E.C.     | 6 – 4 | 1 – 2 |       | 1 – 1 |
| RKC        | 1 – 2 | 3 – 1 | 4 – 1 |       |

SC Cambuur ·
DS '79 ·
Emmen ·
Eindhoven ·
De Graafschap ·
sc Heerenveen ·
Helmond Sport ·
SC Heracles ·
MVV ·
NAC ·
N.E.C. ·
RBC ·
RKC ·
SVV ·
Telstar ·
Vitesse ·
FC Volendam ·
FC Wageningen ·
Willem II
Eerste klasse

1955/56

Eerste divisie

1956/57 · 1957/58 · 1958/59 · 1959/60 · 1960/61 · 1961/62 · 1962/63 · 1963/64 · 1964/65 · 1965/66 · 1966/67 · 1967/68 · 1968/69 · 1969/70 · 1970/71 · 1971/72 · 1972/73 · 1973/74 · 1974/75 · 1975/76 · 1976/77 · 1977/78 · 1978/79 · 1979/80 · 1980/81 · 1981/82 · 1982/83 · 1983/84 · 1984/85 · 1985/86 · 1986/87 · 1987/88 · 1988/89 · 1989/90 · 1990/91 · 1991/92 · 1992/93 · 1993/94 · 1994/95 · 1995/96 · 1996/97 · 1997/98 · 1998/99 · 1999/00 · 2000/01 · 2001/02 · 2002/03 · 2003/04 · 2004/05 · 2005/06 · 2006/07 · 2007/08 · 2008/09 · 2009/10 · 2010/11 · 2011/12 · 2012/13 · 2013/14 · 2014/15 · 2015/16 · 2016/17 · 2017/18 · 2018/19 · 2019/20 · 2020/21 · 2021/22 · 2022/23 · 2023/24 · 2024/25

Eredivisie · Eerste divisie · Johan Cruijff Schaal · KNVB Beker · Play-offs